# Genypterus
Genypterus es un género de peces ofidiformes de la familia ofididos u Ophidiidae.

## Características
Son peces comúnmente demersales. Son carnívoros; según estudios, se ha evidenciado que su alimentación dependerá de lo que haya disponible en su ambiente y el tamaño del alimento: congrios pequeños preferirán comer alimentos pequeños (como crustáceos), mientras los más grandes preferirán comer peces. Su alimentación también se encuentra asociada a las épocas del año. Tienen hábitos nocturnos y suelen esconderse entre las rocas (cuevas) durante el día.
El género Genypterus se localiza principalmente en las costas este y oeste del océano Pacífico (Australia, Chile, Perú, Nueva Zelanda) y costas este y oeste del océano Atlántico (Brasil y Sudáfrica principalmente).

## Especies
Se reconocen las siguientes especies:
- Genypterus blacodes (Congrio dorado o rosada) (J. R. Forster, 1801)
- Genypterus brasiliensis (Regan, 1903)
- Genypterus capensis (Smith, 1847)
- Genypterus chilensis (Congrio colorado) (Guichenot, 1848)
- Genypterus maculatus (Congrio negro) (Tschudi, 1846)
- Genypterus tigerinus (Klunzinger, 1872)